# Shun Ayukawa
Shun Ayukawa (japanisch 鮎川 峻 Ayukawa Shun; * 15. September 2001 in Kasugai, Präfektur Aichi) ist ein japanischer Fußballspieler.

## Karriere

### Verein
Shun Ayukawa erlernte das Fußballspielen in der Jugendmannschaft vom FC Fervor Aichi und Sanfrecce Hiroshima. Bei Sanfrecce unterschrieb er im Februar 2020 seinen ersten Profivertrag. Der Verein aus Hiroshima spielte in der ersten japanischen Liga, der J1 League. 2020 kam er in der ersten Liga nicht zum Einsatz. Sein Erstligadebüt gab Shun Ayukawa am 27. Februar 2021 im Heimspiel gegen Vegalta Sendai. Hier wurde er in der 90.+2 Minute für Tsukasa Morishima eingewechselt. Anfang Juli 2023 wechselte er auf Leihbasis zum Zweitligisten Ōita Trinita.

### Nationalmannschaft
Shun Ayukawa spielte 2019 zweimal in der japanischen U19-Nationalmannschaft.